# Нигерия на летних Олимпийских играх 2004
Нигерия принимала участие в Летних Олимпийских играх 2004 года в Сиднее (Австралия) в тринадцатый раз за свою историю, и завоевала две бронзовые медали. Страну представляли 70 спортсменов, которые выступили в десяти видах спорта.

## Медалисты
| Медаль | Спортсмен                                               | Вид спорта      | Дисциплина                |
| ------ | ------------------------------------------------------- | --------------- | ------------------------- |
| Бронза | Олусоджи Фасуба Деджи Алю Аарон Эгбеле Ученна Эмедолу   | Лёгкая атлетика | Мужчины, эстафета 4×100 м |
| Бронза | Саул Вейгопва Муса Ауду Джеймс Годдэй Энефьок Удо-Обонг | Лёгкая атлетика | Мужчины, эстафета 4×400 м |